# Reumal
Reumal je lječilište u Fojnici. Poznato je reumatsko lječilište. Fojničke toplice specijalizirana su zdravstvena ustanova namijenjena rehabilitiranju, rekreaciji, aktivnom odmoru i programiranim športskim aktivnostima. Najveći rezultati postignuti su u rehabilitaciji osteomuskulatornog aparata, kardiorehabilitaciji, dječjoj habilitaciji i rehabilitaciji te rehabilitaciji športaša i saniranju športskih ozljeda. Sprovodi se medicinsku rehabilitaciju osoba svih životnih dobi kod kojih su smanjene funkcionalne sposobnosti nastale kao posljedica bolesti, ozljeda ili urođenih mana. Lječilište s objektima Nove bolnice i Reumala prostire se na 60.000 metara četvornih. Korisni zatvoreni prostor je površine 21.000 metara četvornih. Zgrada je sa sjeverne strane rijeke Dragače. Cestom R654 dolazi se u selo Banju, odakle se iz bušotine koristi termalna voda za lječilište. Ovdašnja termalna voda je radioaktivna jer sadrži prirodne radionuklide (uran 238 i radij 228). Primjenjuje ju se kao osnovno terapeutsko sredstvo pri balneološkim liječenjima i za rekreativno kupanje. Ova dva radionuklida su radiotoksična. Mjerenjem je utvrđeno da termalna voda iz stare bušotine u selu Banji osnovi radioaktivnosti unutar dopuštenih granica za pitku vodu prema Pravilniku o maksimalnim granicama radioaktivne kontaminacije čovjekove okoline i o obavljanju dekontaminacije. Po radioaktivnosti spada spada u kategoriju srednje radioaktivnih termalnih voda pogodnih za hidroterapiju i rekreaciju.

## Vanjske poveznice
- Reumal
- Reumal na Facebooku